# Raúl Grijalva

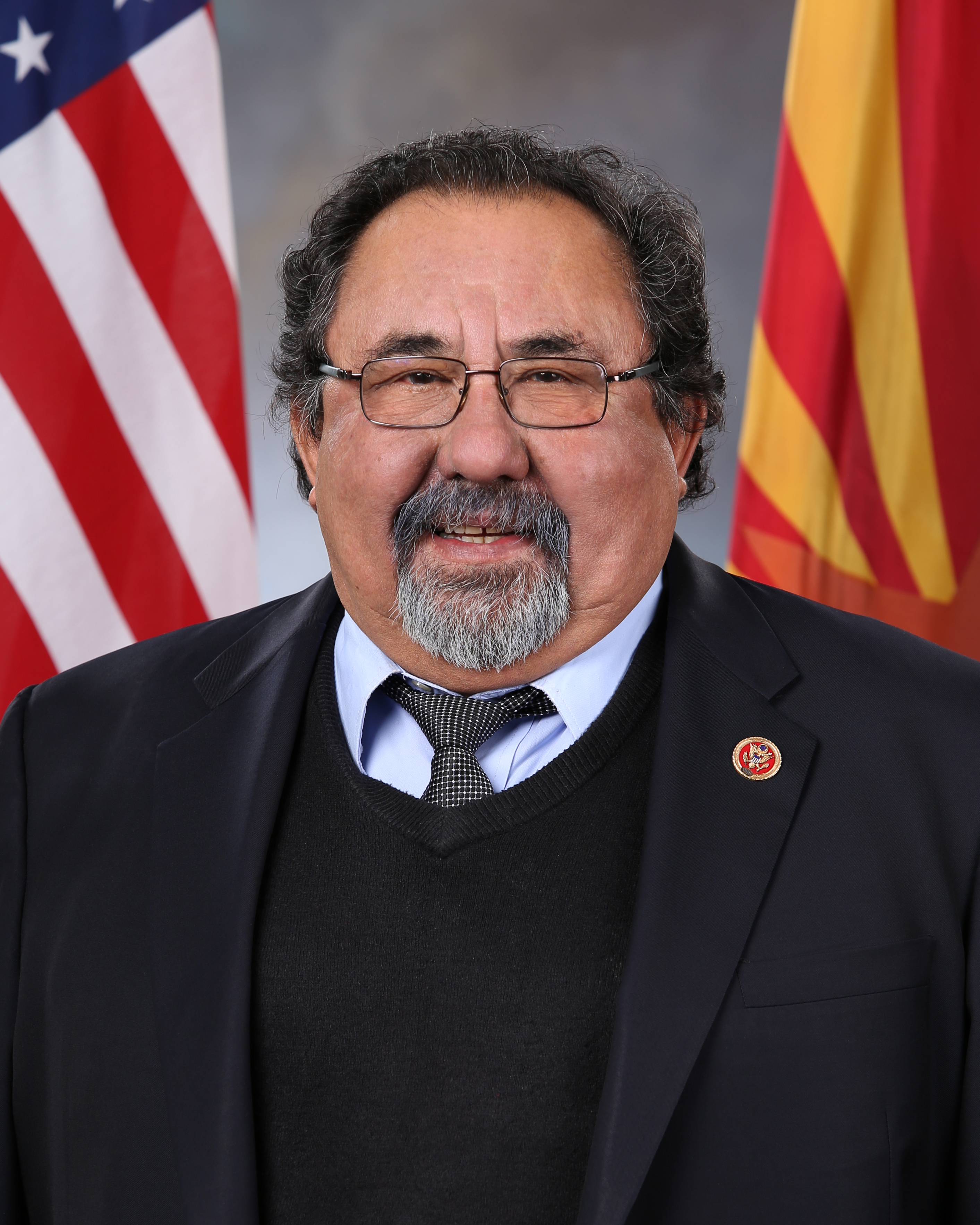
Raúl Grijalva (2015)

Raúl Manuel Grijalva (* 19. Februar 1948 in Tucson, Arizona; † 13. März 2025 ebenda) war ein US-amerikanischer Politiker der Demokratischen Partei. Zwischen 2003 und 2013 vertrat er den siebten Distrikt des Bundesstaats Arizona im US-Repräsentantenhaus. Von 2013 bis 2023 vertrat er dort den dritten Wahlbezirk seines Staates und seither bis zu seinem Tod wieder den 7. Kongresswahlbezirk.

## Privatleben
Raúl Grijalva wurde 1948 in Arizona geboren. Sein Vater war ein mexikanischer Immigrant, der 1945 durch das Bracero-Programm in die Vereinigten Staaten einwanderte und auf Ranches im Süden von Arizona arbeitete. Er besuchte bis 1967 die Sunnyside High School in seiner Geburtsstadt Tucson und studierte danach Soziologie an der University of Arizona. Zwischen 1974 und 1986 war er Mitglied im Schulrat der Schulbezirks von Tucson. Von 1975 bis 1986 war er Leiter des El Pueblo Neighborhood Center. Zwischen 1989 und 2002 gehörte er dem Kreistag (Board of Supervisors) im Pima County an. Seit 2000 war er als dessen Vorsitzender Supervisor (Landrat) in diesem Bezirk.
Grijalva und seine Frau Ramona hatten drei Töchter. Er starb im März 2025 im Alter von 77 Jahren an einer Krebserkrankung.

### Politik
Bei den Kongresswahlen 2002 wurde Grijalva als Kandidat seiner Partei mit 59 % der Wählerstimmen gegen Ross Hieb von den Republikanern für den neugegründeten siebten Wahlbezirk von Arizona in das US-Repräsentantenhaus gewählt. Dort trat er sein Mandat am 3. Januar 2003 an. Er wurde in den Jahren 2004 bis 2024 (seit 2012 für den dritten Wahlbezirk) wiedergewählt und war bis zu seinem Tod Abgeordneter. 
Seine letzte Legislaturperiode im Repräsentantenhauses des 119. Kongresses lief bis zum 3. Januar 2027.
Anfang Juli 2024 war Grijalva einer der ersten Demokratischen Kongressabgeordneten, die Joe Biden aufforderten, sich aus dem Präsidentenwahlkampf 2024 zurückzuziehen.
Nach Raúl Grijalvas Tod bewarb sich in der Nachwahl seine Tochter Adelita Grijalva, mit Unterstützung von Arizonas Senatoren Mark Kelly und Ruben Gallego sowie von Bernie Sanders und Alexandria Ocasio-Cortez, um seine Nachfolge im Repräsentantenhaus.

### Ausschüsse
Er war Mitglied in folgenden Ausschüssen des Repräsentantenhauses:
- Committee on Education and Labor
  - Early Childhood, Elementary, and Secondary Education
  - Higher Education and Workforce Investment
- Committee on Natural Resources (Vorsitz)
  - Water, Oceans, and Wildlife